# Židé v Itálii

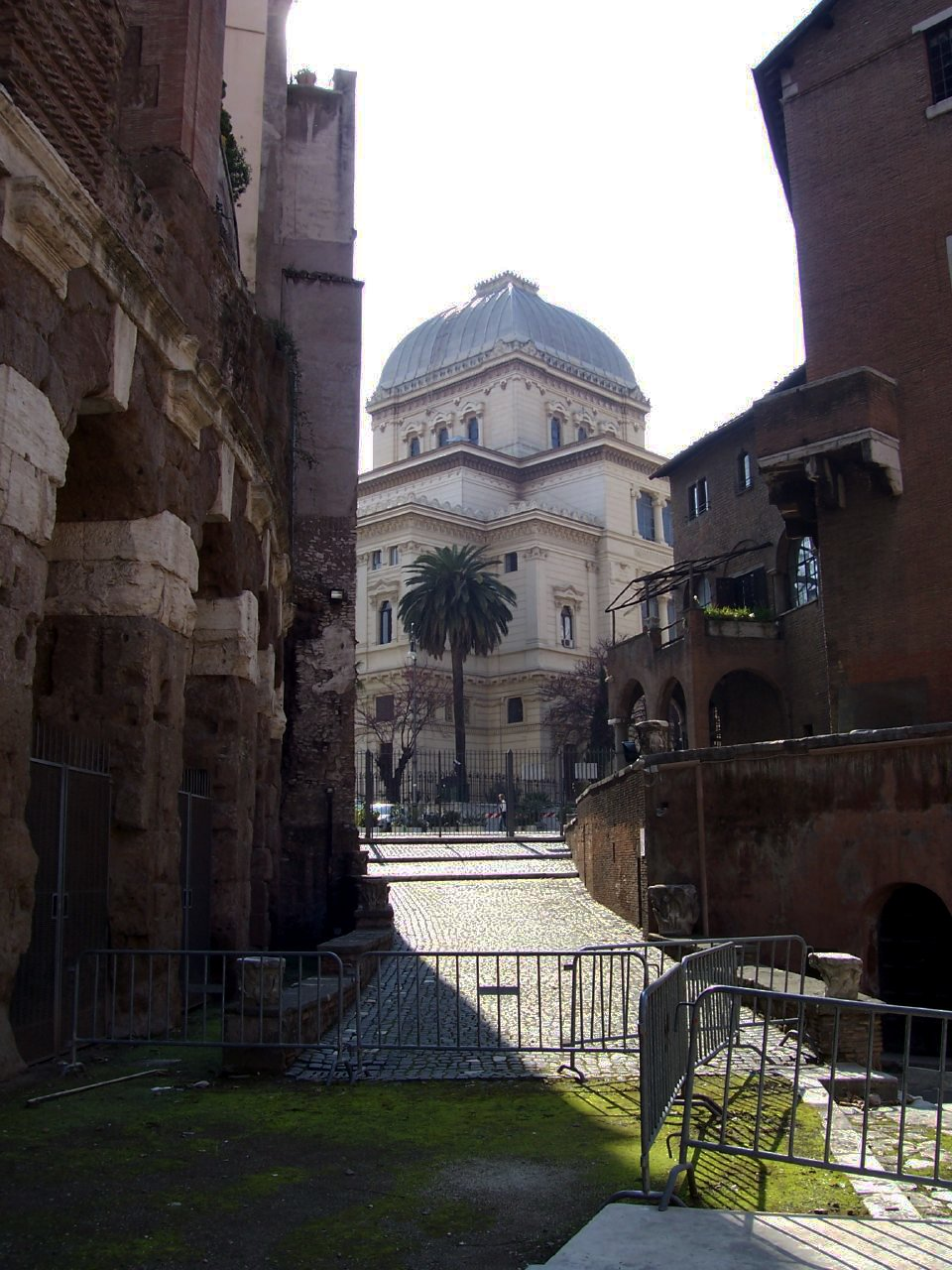
Synagoga v Římě.

Židovská komunita v Itálii má nepřetržitou, více než 2000 let trvající historii. V novověku byli Židé aktivní ve všech sférách italského života. Přestože fašistická vláda zavedla pod nacistickým nátlakem rasové zákony, značná část židovské populace přežila. Po válce se stalo z Itálie útočiště pro Židy z Libye a mnoha republik bývalého Sovětského svazu. V současné době žije v Itálii zhruba 30 000 osob židovského vyznání z čehož přibližně polovina žije v Římě. Mezi významná města s židovskou komunitou patří Milán a Benátky. Benátky jsou velice bohaté na židovské památky (dvě ghetta, Židovské muzeum, pět synagog různých typů).